# صفرا (شادگان)
صفرا یک منطقهٔ مسکونی در ایران است که در دهستان حسینی واقع شده‌است. براساس سرشماری مرکز آمار ایران در سال ۱۳۹۵، صفرا ۱۳۸ نفر جمعیت دارد.